# 唐纳德·S·琼斯
唐纳德·S·琼斯（英語：Donald S. "Don" Jones，1928年5月18日—2004年12月13日）是美国海军将领，最高军衔为海军中将。

## 生平
琼斯出生于威斯康星州，毕业于威斯康星大学麦迪逊分校，在乔治·华盛顿大学获得了理学硕士学位。
在直升机第四反潜中队任职时，美国国家航空航天局指派琼斯研发夜间和全天气下搜救阿波罗计划宇航员的规程。在他的努力下，第四反潜中队被指定执行搜救阿波罗8号、10号、11号、12号和13号宇航员的任务。琼斯在搜救阿波罗8号和11号的任务中，亲自驾机搜救自外层空间返回的宇航员。搜救行动所用的舰艇是大黄蜂号航空母舰。
琼斯离开舰艇后曾担任海军作战部长的助理、海军情报局副主任等，退休前担任的最后职务是美国国防部长的高级军事助理。琼斯是唯一一个既担任过国防部长幕僚又担任过副部长幕僚的军官。
琼斯从海军中将位置上退休后，曾做过美国国家航空博物馆、海军直升机协会和海军航空协会理事。

## 获得勋章
琼斯在其一生中获得过两枚国防部杰出服役勋章、两枚海军杰出服役勋章和一枚功绩勋章。